# هيروس أوف مايت أند ماجك: أستراتيجيك كويست
هيروس أوف مايت أند ماجك: أستراتيجيك كويست (بالإنجليزية: Heroes of Might and Magic: A Strategic Quest)‏ أي أبطال القوة والسحر: الهدف الاستراتيجي هي لعبة فيديو استراتيجية تناوب الأدوار تم نشرها عن طريق شركة نيو ورلد كومبيوتنغ في سنة 1995 لأجهزة دوس وويندوز 95 وأو إس 10.